# ولیکا موچنا
ولیکا موچنا (به لاتین: Velika Mučna) یک منطقهٔ مسکونی در کرواسی است.